# Paleocerebelo

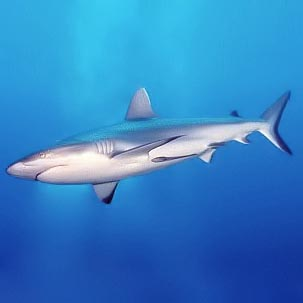
O tubarão possui paleocerebelo e é capaz de movimentos elaborados.

O paleocerebelo é a segunda das três fases de desenvolvimento filogenético do cerebelo. Surgiu nos tubarões (Chondrichthyes) e nos peixes ósseos (Osteichthyes), animais capazes de movimentos relativamente elaborados por possuírem nadadeiras. Nestes animais, surgem pela primeira vez, na evolução, receptores especiais denominados fusos neuromusculares e órgãos proprioceptivos, que estão intimamente relacionados ao paleocerebelo. O paleocerebelo é constituído pelo lobo anterior, a pirâmide e a úvula. É responsável pela coordenação do grau de contração dos músculos, importante na regulação do tônus muscular e no controle da posição do animal no ambiente aquático.
A primeira e terceira fases do desenvolvimento evolutivo do cerebelo são, respectivamente, o arquicerebelo e o neocerebelo.